# Alberto Troglio
Alberto Rolando Troglio (Buenos Aires, 20 de mayo de 1957), apodado "Superman", es un músico argentino, reconocido por ser el baterista de Sumo.

## Trayectoria
Luego de que Alejandro Sokol abandonara Sumo, en el año 1984, Troglio pasó de integrar la Hurlingham Reggae Band (una banda paralela también liderada por Luca Prodan) a tener su lugar fijo en ese grupo que, justamente en el año que coincidió con su ingreso, despegaría del underground.
En el año 1988, luego de la muerte de Prodan y la posterior disolución de Sumo, Troglio formó parte -junto a Sokol y Germán Daffunchio- de Las Pelotas, uno de los dos grupos que se transformaron en la secuela de lo que dejó el músico italiano (el otro fue Divididos). Superman duraría poco allí (hasta el año 1992). Luego de estar un tiempo lejos de los escenarios populares, pasó a formar parte de la banda de reggae Club Gong, junto a Beno Guelbert (exbajista de Las Pelotas) y Ale Perico (fundador de Los Pericos). En dicha banda grabó el disco "Club Gong". Luego pasaría fugazmente por Los Auténticos Decadentes. Más tarde formó los grupos Buda y Nerone.
Luego de su paso por estas bandas, Troglio decidiría tomarse un retiro provisorio, volviendo al escenario de manera esporádica, para afincarse en la localidad cordobesa de Casa Grande, donde viviría junto a sus padres y su esposa. En el año 2007, formaría parte de la última Gran Reunión Sumo, ocurrida en el Quilmes Rock y realizada en el Estadio Antonio Vespucio Liberti de la Ciudad de Buenos Aires. Allí, Troglio convergería en el escenario junto a sus excompañeros Ricardo Mollo, Diego Arnedo, Germán Daffunchio y Roberto Pettinato, y su antecesor en la batería y excompañero de Las Pelotas, Alejandro Sokol. Durante esa reunión, con Sokol tomando el lugar de Luca, tocarían tres éxitos de la banda: "Crua chan", "Divididos por la felicidad" y "Debedé".
Luego de esta reunión, Troglio volvería a su retiro voluntario hasta el año 2014, cuando a finales de año volvería a juntarse con Pettinato para dar vida a un nuevo proyecto musical, denominado "Sana Behrooz".

### Sana Behrooz
A principios de diciembre del año 2014, el periodista y ex-saxofonista de Sumo, Roberto Pettinato, anunciaba oficialmente su retiro de la actividad periodística, para reiniciar su carrera musical. Para ello, contaría con la colaboración de Alberto Troglio, quien nuevamente se pondría tras la batería para dar vida a esta nueva agrupación. La alineación se completaría con Matías "Behrooz" Di Pasquale, al comando de los teclados, mientras que Pettinato cambiaría el saxofón por la guitarra eléctrica, a la vez de ser la voz principal del equipo. De esta forma, el 10 de diciembre de 2014 vio la luz Sana Behrooz, agrupación presentada por Pettinato como "la pata experimental de Sumo". La presentación oficial de la nueva banda se dio a través de la cuenta de Twitter de Pettinato, mientras que la presentación en sociedad fue en el popular Niceto Bar de la Ciudad de Buenos Aires. Allí, la nueva agrupación tocaría temas pertenecientes a Sumo, como así también algunos de su propia producción. Luego de este recital, Sana Behrooz cerraría el año con un nuevo recital, en el Conventillo Cultural del Abasto. En este último recital, el trío contaría con la participación especial del trompetista Marcelo "Gillespi" Rodríguez como músico invitado.